# Tommaso Marini
Tommaso Marini (Ancona, 17 de abril de 2000) é um esgrimista italiano.

## Carreira
Depois de uma longa série de sucessos em nível juvenil, ele encontrou seus primeiros sucessos no Campeonato Europeu de Esgrima de 2022, onde ganhou prata e ouro individuais na competição por equipes. No dia 20 de julho de 2022, no Mundial do Cairo, conquistou a prata, perdendo na final para o francês Enzo Lefort, pelo placar de 15 a 14, resultado que ainda lhe rendeu a vitória no mundial de florete.
Nos Jogos Olímpicos de Verão de 2024, em Paris, conquistou a medalha de prata na disputa de florete por equipes ao lado de Guillaume Bianchi, Filippo Macchi e Alessio Foconi.